# يفان نيو
يفان نيو (مواليد 3 يناير 1997) هو لاعب كرة قدم كاميروني يلعب في خط الوسط في نادي سانت إتيان.

## روابط خارجية
- يفان نيو على موقع رابطة كرة القدم الفرنسية للمحترفين (الإنجليزية)
- يفان نيو على موقع إي إس بي إن إف سي (الإنجليزية)
- يفان نيو على موقع قاعدة بيانات كرة القدم.إي يو (الإنجليزية)
- يفان نيو على موقع ليكيب (الفرنسية)
- يفان نيو على موقع ناشيونال فوتبول تيمز (الإنجليزية)
- يفان نيو على موقع Soccerbase.com (لاعب) (الإنجليزية)
- يفان نيو على موقع Soccerway.com (الإنجليزية)
- يفان نيو على موقع عالم كرة القدم.نت (الإنجليزية)
- يفان نيو على موقع GSA (الإنجليزية)